# Buda (Ariceștii Rahtivani), Prahova
Buda este un sat în comuna Ariceștii Rahtivani din județul Prahova, Muntenia, România.
Este situat la 9 km depărtare de municipiul Ploiești și la 60 km de București.
În 1883, se construiește gara, in jurul căreia s-a format satul. Din 1968, Buda este sat al comunei Ariceștii-Rahtivani.